# Nouveau Créteil
Nouveau Créteil est un plan d'urbanisme dirigé par Pierre Dufau au début des années 1970 à Créteil, ville française du département du Val-de-Marne. Il s'organisait autour de quartiers monofonctionnels, sur le modèle des  villes nouvelles anglaises.

## Réalisations
- Choux
- Créteil Soleil
- Hôtel de ville de Créteil
- Lac de Créteil
- Maison des arts et de la culture de Créteil
- Palais de justice de Créteil
- Préfecture du Val-de-Marne